# Храм Архангела Михаила (Михайловское, городской округ Домодедово)
Храм Архангела Михаила — православный храм в селе Михайловском городского округа Домодедово Московской области. Входит в состав Домодедовского благочиния Подольской епархии Русской православной церкви.

## История
В 1627—1628 годах село Михайловское вместе с деревянной церковью Архистратига Михаила упоминается в писцовой книге Патриаршего приказа. 14 июня 1769 года в селе произошёл пожар, деревянная церковь сгорела, но утварь и иконы уцелели. В 1772 году по решению Духовной консистории в селе Жуково Бронницкого уезда была разобрана «стоящая в праздности» деревянная церковь и возведена на месте сгоревшей в Михайловском.
В годы губернской реформы Екатерины II Дворцовая Хатунская волость, в которой располагалось село Михайловское, отошла к Серпуховскому уезду. В 1775 году волость была пожалована графу Алексею Григорьевичу Орлову. После смерти графа с 1808 года село Михайловское принадлежало его дочери Анне Орловой. В 1816 году по прошению владелицы было получено разрешение на строительство каменного храма. Строительство потребовало больших средств, поэтому в 1819 году и 1823 году графине пришлось занять в московском опекунском совете 666 тыс. рублей под залог села.
Новый каменный храм был освящён 9 ноября 1824 года. Его здание было сложено из кирпича, с белокаменными деталями, является характерным образцом московского ампира; массивный четверик храма завершен крупным световым барабаном. С запада к храму примыкает двухъярусная колокольня с квадратным основанием и цилиндрическим верхом. Своеобразным композиционным отличием храма является отсутствие трапезной. Проект храма принадлежит знаменитому архитектору Доменико Жилярди. Чуть позже территория храма по проекту архитектора Литвинова была обнесена изящной кирпичной на белокаменном фундаменте оградой с коваными решётками. Долгое время, почти вплотную к каменной церкви стояла упразднённая старая деревянная церковь, используемая для временного хранения в ней тел умерших прихожан. В 1852 году деревянная церковь была разобрана. В 1857—1860 годах художником-иконописцем М. Л. Сафоновым был расписан интерьеры, а также внутренний и внешний декор.
В советское время богослужения в храме не прекращались, только в 1930-е годы с его с колокольни были сняты колокола. В 1941—1944 годах церковь была закрыта из-за Великой Отечественной войны. В настоящее время храм действующий, его настоятель — священник Дмитрий Саввотеев.